# Peter Keller (Politiker, 1937)
Peter Keller (* 11. Oktober 1937 in Würzburg; † 22. März 2024) war ein deutscher Politiker (CSU).

## Werdegang
Nach dem Erreichen der Mittleren Reife machte Keller ein zweijähriges Industriepraktikum und war Diplomingenieur. Von 1962 bis 1968 war er bei der Firma Siemens als Ingenieur tätig und dort drei Jahre Mitglied des Betriebsrates. 1964 machte er sein Abitur an einem Abendgymnasium. Von 1968 bis 1979 war er Diözesansekretär der Katholischen Arbeitnehmer-Bewegung in Würzburg. Von 1970 bis 1982 war er Personalratsvorsitzender beim Bischöflichen Ordinariat Würzburg. Es folgte ein Studium der Geschichte, Soziologie und Pädagogik von 1971 bis 1976 in Würzburg, wo er 1977 sein Magisterexamen erreichte. 1980 wurde er Leiter der diözesanen Arbeitnehmerbildungsstätte Benediktushöhe Retzbach. Er war stellvertretender Diözesanvorsitzender der KAB Würzburg. Von 1975 bis 1983 war er Bundesvorsitzender der Arbeitsgemeinschaft der Mitarbeitervertretungen der deutschen Diözesen. Ab 1982 war er Vorsitzender der Bundesarbeitsgemeinschaft für Arbeitskammern e. V. und Mitglied im Kolpingwerk.
Ab 1958 war Keller Mitglied der CSU, wo er zehn Jahre lang Ortsvorsitzender in Zellingen war. Von 1964 bis 1965 war er Kreisvorsitzender der Jungen Union, von 1970 bis 1971 Kreisvorsitzender sowie ab 1989 Landesvorsitzender der CSA in Bayern. Er war Gemeinderat von 1966 bis 1981, Kreisrat von 1966 bis 1984 sowie Bezirksrat von 1978 bis 1981. Von 1980 bis 1987 und vom 23. Februar 1990 bis 1998 war er Mitglied des Deutschen Bundestages. Ab 1995 war er zugleich Vertreter der Bundesrepublik Deutschland in der Parlamentarischen Versammlung des Europarates und Vertreter in der Versammlung der Westeuropäischen Union.
Keller war verheiratet und hatte drei Kinder.

## Publikation (Monografie)
- Die Geschichte der katholischen Arbeitervereine in Unterfranken von 1884–1934 [achtzehnhundertvierundachtzig bis neunzehnhundertvierunddreißig]. [Kath. Arbeitnehmer-Bewegung], Würzburg 1976.